# Victor Brants
Pour les articles homonymes, voir Brants.
Victor Brants, né à Anvers (Belgique) le 23 novembre 1856 et mort à Louvain (Belgique) le 28 avril 1917, est un historien, économiste et sociologue de nationalité belge, membre de l'Académie royale de Belgique.

## Son parcours
Après des humanités au Collège Saint-Joseph d'Alost, il devient dès 1878 chargé de cours à l'Université catholique de Louvain et est nommé professeur à la Faculté de philosophie et lettres en 1888.
Il s'intéresse également :
- à la sociologie et figure parmi les disciples de Le Play. Il fonde la Société  belge d'Économie sociale.
- à la condition ouvrière et à l'élaboration d'une législation sociale. Il continue en effet, au sein de l'université, le mouvement du christianisme social de son ami et prédécesseur Charles Périn[1], disciple du Breton Lamennais.

Il est un professeur polyvalent dans les domaines de l'économie politique et sociale, des mécanismes du crédit, de la législation ouvrière et de l'histoire qui est son domaine favori.
Victor Brants est l'époux de Marie Robinet de Cléry, fille d'Adrien Robinet de Cléry.

## L'historien
Il consacre d'abondantes recherches au gouvernement d'Albert et Isabelle.
Mais il laisse surtout sa marque comme historien de l'Université catholique de Louvain, dont il a publie l'histoire en 1900 ainsi qu'un résumé dans la Catholic Encyclopedia de 1913, où il la présente en un brillant raccourci  - mais sans donner de preuves convaincantes - comme étant la refondation et la légitime continuation de l'ancienne Université médiévale disparue.
De lui également : l'Histoire de la faculté de droit de l'Université de Louvain où il étudie, du Moyen Âge jusqu'à son époque, l'histoire de cette faculté comme si elle s'était déroulée sans interruption, en passant sur l'Université d'État de Louvain pour lui sans intérêt ni éclat.
Il est le premier créateur de l'histoire officielle que s'est donnée l'Université catholique de Louvain.

## Ses écrits
- Essai historique sur la condition des classes rurales en Belgique, jusqu'à la fin du XVIIIe siècle, Louvain, 1880.
- L'Économie politique au Moyen-Age: esquisse des théories économiques professées par les écrivains des XIIIe et XIVe siècles, Paris, 1881.
- De la condition du travailleur libre dans l'industrie athénienne, Gand, 1883.
- Lois et méthode de l'économie politique, Louvain, 1883.
- La lutte pour le pain quotidien, Louvain, 1888.
- La circulation des hommes et des choses, Louvain, 1892.
- Le régime corporatif au XIXe siècle dans les états Germaniques: étude de législation sociale comparée, Louvain, 1894.
- L'université de Louvain. Coup d'œil sur son histoire et ses institutions, 1425-1900, Bruxelles, 1900.
- Les grandes lignes de l'économie politique, Louvain, 1901.
- L’autonomie internationale de la Belgique sous les archiducs Albert et Isabelle (1598-1621), Mâcon, 1901
- La petite industrie contemporaine, Paris, 1902.
- La faculté de droit de l'Université de Louvain à travers cinq siècles (1426-1906), esquisse historique, Louvain, 1906.
- Charles Périn. Notice sur sa vie et ses travaux, imp. J. Van Linthout, Louvain, 1906.
- La lutte contre l'usure dans les lois modernes, Paris, 1907.
- Recueil des ordonnances des Pays-Bas. Règne d'Albert et Isabelle: 1597-1621, Bruxelles, 2 volumes, 1909-1912.
- La Belgique au XVIIe siècle. Albert et Isabelle: études d'histoire politique et sociale, Louvain, 1910.
- Albert et Isabelle, Louvain, 1910.
- Les ordonnances monétaires du XVIIe siècle. Albert et Isabelle, Philippe IV et Charles II, Bruxelles, 1914.